# Chudina vždyzelená
Chudina vždyzelená (Draba aizoides) je nevysoká, vytrvalá, trsnatá, z jara žlutě kvetoucí, převážně horská bylina; v ČR neroste.

## Rozšíření
Evropský druh, který osídluje převážně horské oblasti. Vyrůstá v Pyrenejích, Alpách, Vogézách, Apeninách, Karpatech a na Balkáně. V České republice se nevyskytuje, nejblíže je k vidění na Slovensku v Malých Karpatech, Malé a Velké Fatře, Nízkých a Vysokých Tatrách a na Muráňské planině.
Roste nejčastěji na dobře osluněných skalách tvořených vápenci nebo dolomity od submontánního do alpínského stupně. Vyrůstá v kamenitých sutinách nebo skalních štěrbinách a na římsách. Rostliny vyskytující se v nižších polohách si vybírají k růstu místa polostinná.

## Popis
Vytrvalá rostlina, vytvářející husté tmavě zelené polštářovité trsy až 25 cm široké, nevyrůstá do větší výše než 10 cm. V kulovitých růžicích rostou tuhé kožovité listy dlouhé okolo 2 cm, jsou čárkovité kopinaté, u báze rozšířené a na konci zašpičatělé a porostlé drobnými ostnitě brvitými chlupy.
Z růžice vyrůstá bezlistý lysý stvol dosahující výšky 10 cm s hroznem 4 až 18 zlatožlutých vonných květů ve velikosti od 8 do 12 mm. Čtyřčetné květy rostou na přímo odstávajících stopkách. Kalich je dlouhý 3 až 4,5 mm, kratší obráceně vejčité korunní plátky jsou mírně vykrojeny, šest tyčinek je zhruba stejně dlouhých jako okvětí. Rozkvétají od dubna do června, opylovány jsou drobným hmyzem nebo autogamicky.
Stopky i stvol se při zrání plodů prodlužují. Plody jsou 6 až 12 mm dlouhé, úzce eliptické, lysé šešule na dlouhých stopkách s drobnými semeny. Ploidie 2n = 16.

## Taxonomie
Chudina vždyzelená, považována za glaciální relikt, se vyskytuje ve dvou uznávaných poddruzích:
- Draba aizoides L. subsp. aizoides
- Draba aizoides L. subsp. beckeri (A. Kern.) Hörandl et Gutermann a v mnoha varietách, např. affinis, carpatica, lasiocarpa, montana.[6]

## Význam
Pro svůj vzhled a vytrvalost je oblíbenou půdopokryvnou rostlinou do skalek. Vyžaduje propustnou štěrkovitou půdu a v zimním období klidu poměrně sucho. Dobře se množí na jaře výsevem semen nebo po odkvětu dělením trsů. S ohledem na svůj přirozený výskyt v převážně nelehce dostupných místech není další setrvání chudiny vždyzelené ve volné přírodě ohroženo.

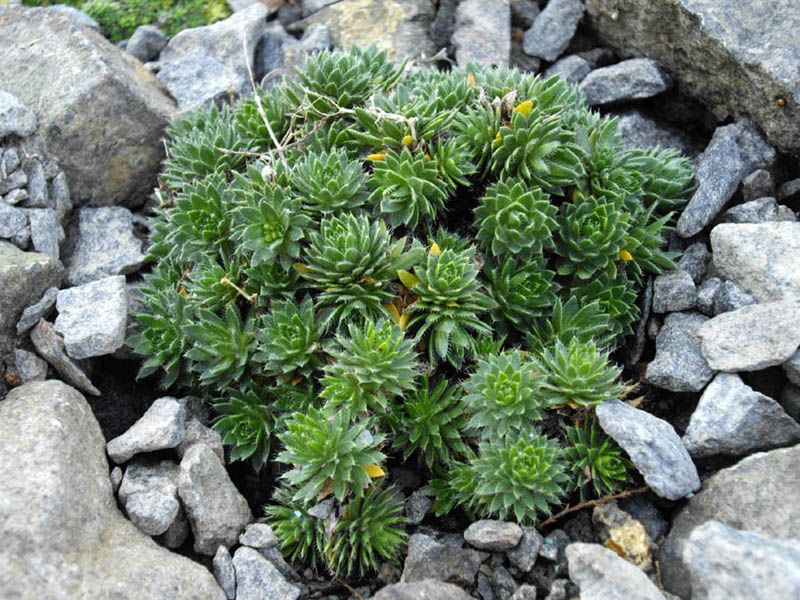
Trs před květem
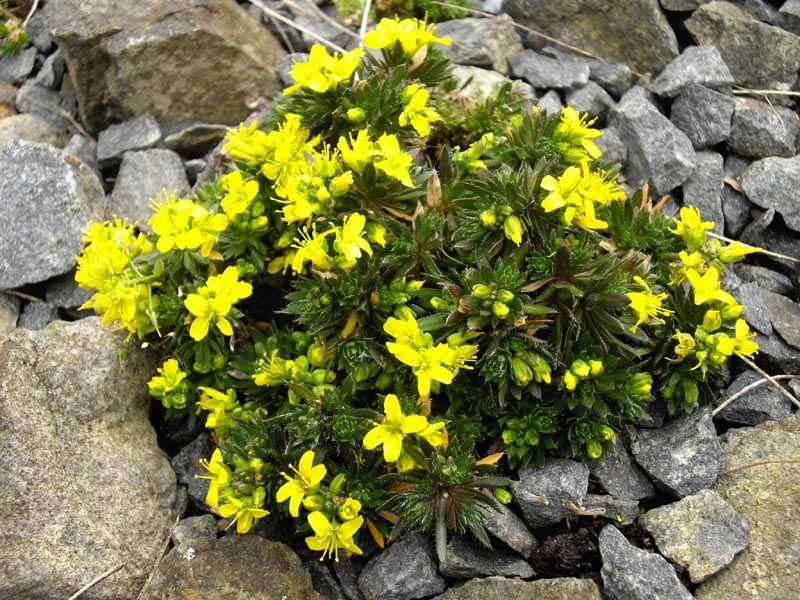
Rozkvetlý trs